# Isothraulus
Isothraulus is een geslacht van haften (Ephemeroptera) uit de familie Leptophlebiidae.

## Soorten
Het geslacht Isothraulus omvat de volgende soorten:
- Isothraulus abditus